# マスクとベルガマスク
『マスクとベルガマスク』（Masques et Bergamasques）作品112は、ガブリエル・フォーレ作曲の舞台音楽、およびそれをもとにした管弦楽組曲。モナコ大公アルベール1世の依頼により1919年作曲。

## 概要
- 原作：ポール・ヴェルレーヌ『艶なる宴』
- 台本：ルネ・フォーショワ（英語版）
- 演出：ラウル・ガンズブール
- 指揮：レオン・ジェアン（フランス語版）
- 初演：1919年4月10日、モンテカルロ

## あらすじ
ポール・ヴェルレーヌの詩集『艶なる宴』を元に、ルネ・フォーショワが舞台劇として編纂。
イタリア演劇の登場人物である喜劇役者アルルカンやコロンビーナたちが舞台装置の上で楽しんでいると、普段は観客の役である役者達がやってくる。そして普段は目立たない彼らの方が劇を演じ、喜劇役者達を楽しませることになる。

## 音楽
当初、この作品が数多く演奏されることはないであろうと考えたフォーレは、劇中で使用される楽曲の大部分に、過去に作曲した管弦楽曲や合唱曲、歌曲を用いた。全8曲のうち4曲（3, 4, 6, 8）は過去の作品の再利用であり、2曲（1, 7）には元となった作品が存在するため、完全な新曲は2曲（2, 5）のみである。
1. 序曲（Ouverture） - 1868年作曲の「交響的間奏曲」が基になっている。
2. パストラール（Pastorale） - 1919年作曲の新曲。
3. マドリガル（Madrigal） - 1883年作曲の合唱と管弦楽の曲（作品35）。
4. いちばん楽しい道（Le plus doux chemin） - 1904年作曲の歌曲（作品87-1）。
5. メヌエット（Menuet） - 1918-19年作曲の新曲。
6. 月の光（Clair de lune） - 1887年作曲の歌曲（作品46-2）。
7. ガヴォット（Gavotte） - 1869年に作曲された未発表のピアノ曲が原曲。
8. パヴァーヌ（Pavane） - 1886-87年作曲の管弦楽曲（作品50）。

## 組曲
フォーレは上記の楽曲の中から、作品番号を持つ旧作を除いた「序曲」「メヌエット」「ガヴォット」「パストラール」の4曲を抜き出して、管弦楽組曲に編曲している。パストラールは全曲版と順番が異なり最後に配置されている。初演は1919年11月16日に行われた。